# Richard Cantillon
Richard Cantillon [kantijjon] (mezi 1680 a 1697 Ballyheigue, Irsko – 14. května 1734 Londýn, Velká Británie) byl irsko-francnouzský ekonom a autor eseje „O povaze obchodu vůbec“ (Essai Sur La Nature Du Commerce En Général), kterou William Stanley Jevons označil za kolébku politické ekonomie. O životě Richarda Cantillona toho není příliš známo, ale stal se úspěšným bankéřem a obchodníkem i díky rodinným vazbám. Později se mu podařilo zbohatnout, když spolupracoval s Johnem Lawem na projektu společnosti Mississippi. Ačkoli Richard Cantillon během svého života s největší pravděpodobností vytvořil další díla, jeho jediným přínosem pro ekonomii zůstává jeho esej.

## Životopis
Datum narození Richarda Cantillona není s absolutní jistotou známé, narodil se někdy mezi lety 1680 a 1697 s největší pravděpodobností v irském městě Ballyheigue. Stejně jako jeho narození zůstává i značná část jeho života nejasná.
S jistotou můžeme ovšem říci, že Cantillon již od roku 1714 žil v Paříži a již předtím dokázal získat francouzské občanství. Díky rodinným vazbám v bankovnictví měl do tohoto oboru relativně snadnou a rychlou cestu. V tomtéž roce dostal pozici advokáta pro správu věcí v nepřítomnosti jeho bratrance, který banku vlastnil. Cantillon si ve sféře bankovnictví rychle získal dobrou pověst a i proto byl na počátku roku 1716 schopen banku odkoupit. Tento podnik se ukázal být úspěšný a získal si mnoho významných klientů, mimo jiné například britského básníka, Alexandra Pope.
Z pohledu ekonomie je z jeho života nejpozoruhodnější část spojena se skotským ekonomem Johnem Lawem. Při jednom z jejich setkání, možná díky až přílišnému úspěchu Cantillona, mezi oběma vypukla vášnivá debata, při které Law požadoval, aby Cantillon ze země odjel. Ten ovšem odpověděl, že systém, jejž podporuje Law, tedy keynesiánství, udělá úspěšným. 
Cantillon ovšem s Lawem spolupracoval i na dalším projektu, a tím byla Lawova Společnost Mississippi, která fungovala na Francouzi osídlených územích v Severní Americe. Cantillon ovšem věděl, že tento projekt je odsouzen k pádu, svůj podíl tak v roce 1720 prodal. Tento krok se ukázal nejen jako správný, ale přinesl také Cantillovi velké zisky, jelikož mohl dát velmi vysoké sazby na půjčky klientům krachující Společnosti Mississippi. 
Cantillon své nejslavnější dílo, Esej o obecné povaze obchodu (Essai sur la Nature du Commerce en Général) napsal nejspíše kolem roku 1730. Toto dílo nebylo publikováno ihned, šířilo se ovšem vzdělaneckými kruhy a k jeho vydání došlo roku 1755.
Svou ženu, Mary Anne O’Mahony, se kterou se nejspíše potkal již kolem roku 1715, tedy v jejích čtrnácti letech, si vzal v roce 1722. Otec Mary Anne byl hrdina bitvy u Cremony, a její rodina měla tudíž ve velice dobré společenské postavení s kontakty jak na francouzském dvoře, tak také s rodem Stuartovců.  Po uzavření manželství se jim nejspíše narodil syn, který ovšem brzy zemřel, v roce 1728 se dvojici narodila dcera Henrietta. Manželství ovšem nevydrželo o mnoho déle a pár byl rozveden již před rokem 1735, kdy se Mary Anne vdala podruhé.
Cantillon měl mnoho obydlí po celé západní Evropě, v roce 1734 se ovšem nejčastěji pohyboval v Londýně. To se mu stalo osudným, jelikož v květnu zahynul v požáru, který spálil celý jeho dům. Pravým důvodem jeho smrti byla ovšem pravděpodobně vražda, jež spáchali tři jeho sluhové, kteří následně dům zapálili. Tato skutečnost však není potvrzena, jelikož všichni tři byli souzeni a následně zproštěni viny. 

## Dílo

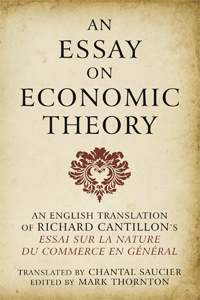
Obálka Cantillonovy eseje, edice institutu Ludwiga von Misese

I když důkazy nasvědčují tomu, že Richard Cantillon během svého života vytvořil mnoho rukopisů, dochovala se pouze jeho „Esej o povaze obchodu“. Cantillon dílo vytvoříl mezi lety 1730 až 1734, ale jako celek bylo publikováno až v roce 1755. Během 19. století upadlo v zapomenutí a o Cantillonovu práci nebyl velký zájem, až na konci 19. století jej „znovuobjevil“ britský ekonom William Stanley Jevons, který si všiml jeho hodnoty pro ekonomické teorie a nezanedbatelného vlivu na ekonomické teoretiky, například fyziokrata François Quesnay enebo Adama Smitha, který na něj jako jednoho z mála odkazoval v knize Bohatství národů. Cantillonova esej přinesla cenné příspěvky pro ekonomickou geografii, monetární teorii, behaviorální ekonomii, demografii a v neposlední řadě ji William Stanley Jevons označil za kolébku politické ekonomie.
Cantillonova esej odhaluje jeho hlubokou erudici a informovanost v oblasti historie monetární ekonomie a ekonomické literatury, i když jeho znalosti nedosahují takové úrovně jakými disponoval Adam Smith. Cantillon ve své eseji odkazuje na autory jako Cicero, Livius, William Petty, William Davenant, John Locke a mnoho dalších. Z autorů, které specificky zmiňuje a kteří ho ovlivnili nejvíce při vytváření eseje můžeme označit Johna Locka a Williama Pettyho, i když jejich teorie také podrobil kritice.

### Monetární teorie
Zatímco Cantillon souhlasí s Lockem, že právě lidstvo dalo stříbru a zlatu jejich hodnotu, trvá na tom, že se nejedná pouze o imaginární hodnotu, ale jejich hodnota reflektuje nedostatek a omezené množství těchto zdrojů.
Cantillon respektoval výhody plynoucí ze státu, který má nadbytek peněz. Popisuje jakým způsobem a v jakém poměru nárůst peněz zvyšuje ceny. Cantillon naznačil, že ne všechny ceny by vzrostly ve stejném poměru jako „množství peněz ve státě“ a že průměrný nárůst by byl relativně větší, kdyby příchod nových peněz dal „novou rychlost oběhu peněz“. Cantillon se domníval, že hodnota peněz potřebných k udržení jejich oběhu ve státě se rovná jedné třetině všech rent, které obdrželi vlastníci daného státu.
Jelikož některé zboží je mnohem žádanější těmi, jejichž rukama tyto nové peníze prošly, spotřeba některého zboží by vzrostla více než u jiného zboží. Zároveň by nebylo stejně snadné splnit všechny tyto nové požadavky na spotřebu. Nárůst ceny by závisel na legální importovatelnosti, přepravě nebo na možnosti rozšíření. U špatně přepravitelného, nelegálně importovaného nebo nerozšiřitelného nabízeného zboží cena by v reakci na zvýšení poptávky znatelně vzrostla. Pokud by však bylo zboží importovatelné, jeho cena by nestoupla na úroveň převyšující jeho zahraniční ceny s náklady na dopravu. Obecně se snažil ukázat, že proces a výsledek závisí do značné míry na tom, odkud peníze přišly, jak byly utraceny a jaké byly podmínky dodání konkrétního zboží.
Cantillon popsal tři děje způsobující nadbytek peněz ve státní kase.
1. Nárůst peněz pocházející z tuzemských dolů na zlato (nebo stříbro), který zvyšuje příjmy majitelů dolů, pracovníků a dalších, a ty zase zvyšují jejich výdaje tím, že nabídnou plnohodnotnější zaměstnání některým řemeslníkům, zatímco téměř všichni půjčují na úroky, které neutratí. V důsledku toho rostou zemědělské ceny, zemědělci využívají více půdy, což má za následek větší příjem peněz, který zase utratí.[21]
2. Nárůst peněz pocházející z příznivé bilance zahraničního obchodu, který obohacuje mnoho podnikatelů, kteří následně zaměstnávají více řemeslníků a dělníků (kteří byli pravděpodobně nezaměstnaní nebo nedostatečně zaměstnaní). [23]
3. Když jsou peníze přivedeny do státu dotací nebo zahraničními velvyslanci, cestujícími atd., Jejich výdaje zvyšují „ceny všech věcí ve směnných kanálech, do nichž peníze vstupují“. [23]

Cantillon věřil, že je nezbytné, aby měl stát dostatek peněz, ale ne příliš mnoho, protože později by v běžném běhu věcí „upadl“ do chudoby a zažil kolaps; a přesto se zdá, že pochyboval o tom, že by mohla být zachována optimální situace. Určité výhody spojené s tím, že stát má nadbytek peněz; spotřeba a výdaje by pak byly relativně velké a byl by dán stimul k ekonomické aktivitě, zejména k obdělávání půdy (a pravděpodobně k zaměstnávání nezaměstnaných a nezaměstnaných umělců a pracovníků). Moc státu by byla silná, protože by vládní příjmy byly relativně hojné a snadno vzrůstající a stát by mohl snadno získat válečnou munici, jídlo i vojenský personál. Směnné relace by byly příznivější, než kdyby bylo peněz méně a domácí ceny méně vysoké. Pokud by se však peníze staly nadbytečnými a princ by nestáhl přebytek z oběhu a neponechal je pro případ nouze, výhody spojené s nadbytkem peněz by se vytratily.
Od doby, co byly trhy různých národů vzájemně propojeny, se mohly vyvinout cenové a příjmové efekty a proměnit přebytek vývozu na přebytek dovozní. Pokračující zvyšování množství peněz v oběhu by vedlo k (a) růstu domácích cen a substitučnímu účinku jak na domácím, tak na mezinárodním trhu proti zboží vyrobenému v dotyčné zemi a ve prospěch zboží (b) rostoucí peněžní příjmy a spotřeba, z nichž většina by mohla nebo by byla směrována na zahraniční trhy, zejména na trhy dodávající luxus. Obchodní bilance by se stala nepříznivou, v důsledku čehož by peníze proudily do zahraničí a stát by byl slabý a ochuzený.

### Přínosy pro další oblasti
Cantillonovo dílo mělo přínos i pro oblast „prostorové ekonomie“, která popisuje důležitost vzdálenosti a umístění mezi výrobními zařízeními a centry lidské populace. Uvědomění si vzdálenosti vede k poznání, že cena dopravy je proměnná, a ovlivňuje tržní hodnotu i umístění výrobních zařízení. Oběma aspektům se Cantillon věnuje ve své eseji téměř o století dříve než Johann Heinrich von Thünen, kterému je přičítán rozvoj této oblasti. Cantillon popisoval, jak cena transportu ovlivňuje umístění továren, trhů a měst, protože všichni se snaží co nejvíce snížit své náklady na dopravu. Například krejčí tak v době, kdy je bez konkurence, může navyšovat ceny, dokud lidé nezjistí, že se jím vyplatí cestovat za jiným výrobcem oděvů. Rozdílem mezi ním a dalšími ekonomy, kteří se této teorii věnovali je, že Cantillon se snažil vzdálenost a místo zakomponovat do obecné ekonomické teorie namísto vytvoření specializované ekonomické teorie. 